# Rockwell (skala)
 For alternative betydninger, se Rockwell. (Se også artikler, som begynder med Rockwell)
Rockwell (skala), er en international hårdhedsskala til angivelse af overflade-hårdhed af metaller. Måleenheden er Hardness Rockwell (HR). Skalaen er mest brugt i USA.
Der er forskellige skalaer A, B, C, D, E, F, G, H, K, N og T, hvoraf B- og C-skalaerne er mest brugt, benævnt henholdsvis HRB og HRC.
Fastlæggelsen af et materiales hårdhed foretages ved indtrykning af en hærdet stål- eller diamantkegle i det relevante materiale og på grundlag af kegle-specifikation, tryk og efterfølgende måling af indtrykning bestemmes en skalaværdi.
Hele processen kan være automatiseret ved brug af dertil indrettede instrumenter.

## Internationale standarder
- ISO 6508-1: Metallic materials – Rockwell hardness test – Part 1: Test method (scales A, B, C, D, E, F, G, H, K, N, T)
- ASTM E18: Standard methods for rockwell hardness and rockwell superficial hardness of metallic materials